# (27706) Strogen
(27706) Strogen (1985 TM3) – planetoida z pasa głównego asteroid okrążająca Słońce w ciągu 5,57 lat w średniej odległości 3,14 j.a. Odkryta 11 października 1985 roku.